# Sermaises
Sermaises ist eine französische Gemeinde mit 1.703 Einwohnern (Stand: 1. Januar 2022) im Département Loiret in der Region Centre-Val de Loire. Sie gehört zum Arrondissement Pithiviers und zum Kanton Pithiviers.

## Geographie
Sermaises liegt etwa 49 Kilometer nordnordöstlich von Orléans. Umgeben wird Sermaises von den Nachbargemeinden Abbéville-la-Rivière und Rouvres-Saint-Jean im Norden, Blandy im Osten und Nordosten, Audeville im Osten und Südosten, Thignonville im Süden und Südwesten, Pannecières im Westen und Südwesten, Le Mérévillois im Westen sowie Arrancourt im Nordwesten. 

## Bevölkerungsentwicklung
| Jahr                       | 1962 | 1968 | 1975 | 1982 | 1990 | 1999 | 2008 | 2018 |
| Einwohner                  | 1107 | 1129 | 1389 | 1455 | 1606 | 1594 | 1586 | 1663 |
| Quellen: Cassini und INSEE |      |      |      |      |      |      |      |      |

## Sehenswürdigkeiten
- Kirche Saint-Martin-et-Saint-Loup aus dem 13. Jahrhundert

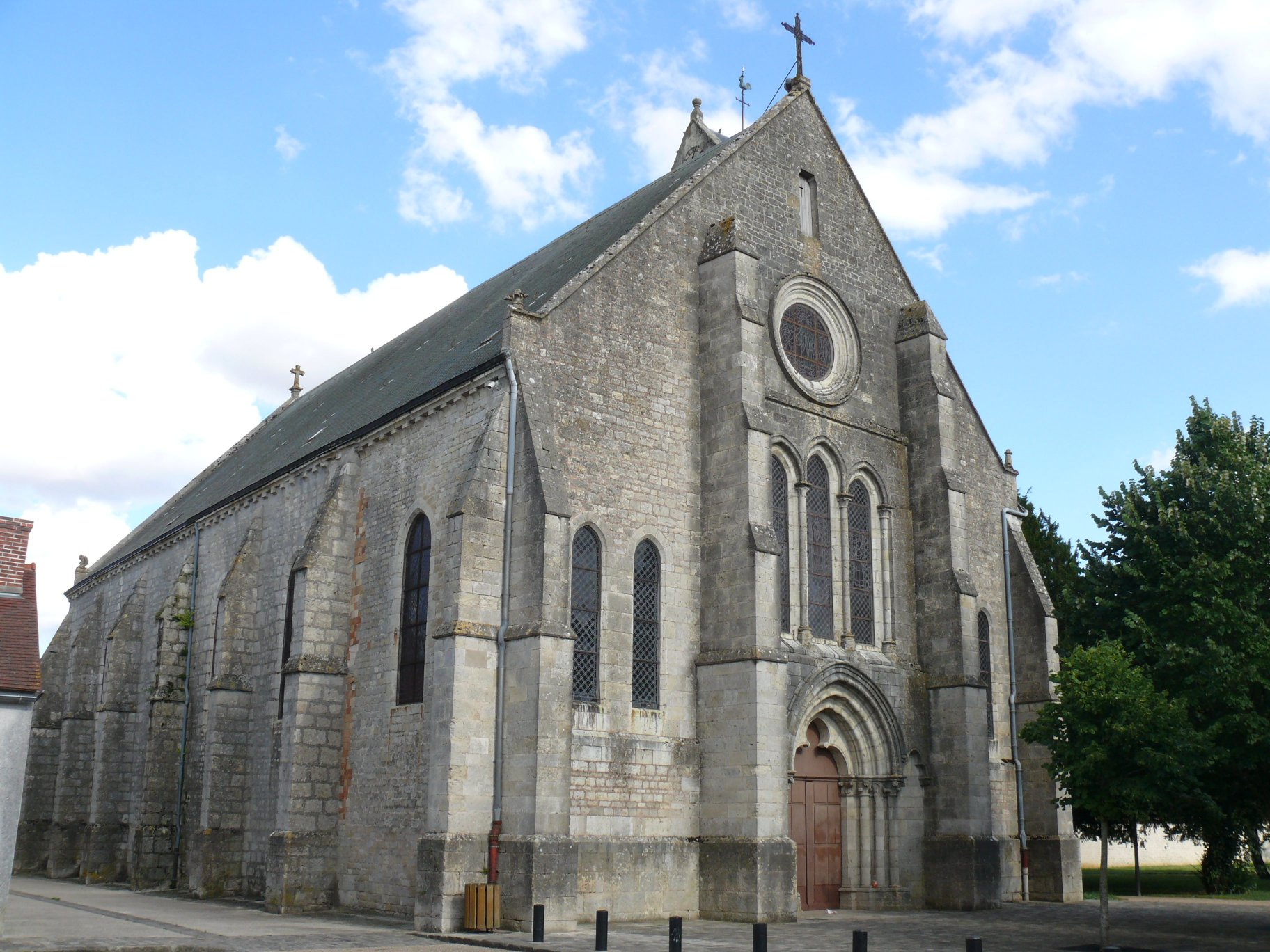
Kirche Saint-Martin-et-Saint-Loup